# Николаевское сельское поселение (Новооскольский район)
Никола́евское се́льское поселе́ние — упразднённое муниципальное образование в Новооскольском районе Белгородской области.
Административный центр — село Николаевка.
19 апреля 2018 года упразднено при преобразовании Новооскольского района в Новооскольский городской округ.

## История
Николаевское сельское поселение образовано 20 декабря 2004 года в соответствии с Законом Белгородской области № 159.

## Население
| 2010  | 2011  | 2012  | 2013  | 2014  | 2015  | 2016  |
| ----- | ----- | ----- | ----- | ----- | ----- | ----- |
| 1443  | ↘1437 | ↘1427 | ↘1404 | ↘1371 | ↘1370 | ↘1364 |
| 2017  | 2018  |       |       |       |       |       |
| ↘1345 | ↘1330 |       |       |       |       |       |

## Состав сельского поселения
| №  | Населённый пункт | Тип населённого пункта       | Население |
| -- | ---------------- | ---------------------------- | --------- |
| 1  | Берёзов          | хутор                        | ↘11       |
| 2  | Богатый          | хутор                        | ↘126      |
| 3  | Васильполье      | хутор                        | ↘55       |
| 4  | Гущенка          | село                         | ↘43       |
| 5  | Львовка          | село                         | ↘343      |
| 6  | Макешкино        | село                         | ↘303      |
| 7  | Муренцев         | хутор                        | ↘4        |
| 8  | Николаевка       | село, административный центр | ↘416      |
| 9  | Серебрянка       | село                         | ↘101      |
| 10 | Таволжанка       | село                         | ↘41       |